# Bất bình đẳng xã hội
Bất bình đẳng xã hội là sự bất bình đẳng, thiếu công bằng, sự bằng nhau về các cơ hội hoặc lợi ích đối với những cá nhân khác nhau trong một nhóm hoặc nhiều nhóm trong xã hội.
Tất cả các xã hội - cả quá khứ hay hiện tại - đều được đặc trưng bởi sự khác biệt xã hội. Đó là một quá trình trong đó con người tạo nên khoảng cách do cách ứng xử khác nhau bởi các địa vị, vai trò và những đặc điểm khác nhau. Quá trình của sự khác biệt xã hội không đòi hỏi con người đánh giá các vai trò và các hoạt động cụ thể tồn tại như là quan trọng hơn những cái khác; tuy nhiên, sự khác biệt xã hội chuẩn bị cho sự bất bình đẳng xã hội, là một điều kiện trong đó con người có cơ hội không ngang bằng về sử dụng của cải, quyền lực và uy tín. Nhà xã hội học Daniel Rossides cho rằng: ngay trong các xã hội đơn giản nhất "người già thường có uy quyền đối với người trẻ, cha mẹ có uy quyền với con cái, và đàn ông có uy quyền đối với đàn bà."
Bất bình đẳng xã hội không phải là một hiện tượng tồn tại một cách ngẫu nhiên giữa các cá nhân trong xã hội. Xã hội có bất bình đẳng khi một số nhóm xã hội kiểm soát và khai thác các nhóm xã hội khác. Qua những xã hội khác nhau đã tồn tại những hệ thống bất bình đẳng xã hội khác nhau. Bất bình đẳng xã hội là một vấn đề trung tâm của xã hội học, đây là vấn đề có ý nghĩa quyết định đối với sự phân tầng trong tổ chức xã hội.

## Nguyên nhân của bất bình đẳng xã hội
Ở những xã hội khác nhau, bất bình đẳng cũng có những nét khác biệt. Trong xã hội có quy mô lớn và hoàn thiện hơn thì bất bình đẳng xã hội gay gắt hơn so với trong các xã hội giản đơn. Bất bình bình đẳng thường xuyên tồn tại với những nguyên nhân và kết quả cụ thể liên quan đến giai cấp xã hội, giới tính, chủng tộc, tôn giáo, lãnh thổ, v.v... Những nguyên nhân dẫn đến bất bình đẳng xã hội có đa dạng và khác nhau giữa các xã hội và nền văn hóa, và các nhà xã hội học đưa về ba loại căn bản - Đó là:
1. Cơ hội trong cuộc sống: bao gồm tất cả những thuận lợi vật chất có thể cải thiện chất lượng cuộc sống. Nó không chỉ bao gồm những thuận lợi về vật chất, của cải, tài sản và thu nhập mà cả những điều kiện như lợi ích bảo vệ sức khỏe hay an ninh xã hội. Cơ hội là những thực tế và những thực tế này cho thấy những lợi ích vật chất và sự lựa chọn thực tế của một nhóm xã hội, bất kể những thành viên của nhóm có nhận thức được điều đó hay không. Trong một xã hội cụ thể, một nhóm người có thể có cơ hội, trong khi các nhóm khác thì không; và đó là nguyên nhân khách quan của bất bình đẳng xã hội;
2. Địa vị xã hội: trái lại, với nguyên nhân khách quan trên, bất bình đẳng xã hội về địa vị xã hội là do những thành viên của các nhóm xã hội tạo nên và thừa nhận chúng. Cơ sở địa vị xã hội có thể khác nhau - có thể là bất cứ cái gì mà một nhóm xã hội cho là ưu việt và được các nhóm xã hội khác thừa nhận; ví dụ, của cải, sự trong sạch về tôn giáo, địa vị chính trị, v.v... Bất kể với nguyên nhân như thế nào, địa vị xã hội chỉ có thể được giữ vững bởi những nhóm xã hội nắm giữ địa vị đó và các nhóm xã hội khác tự giác thừa nhận tính ưu việt của những nhóm đó;
3. và Ảnh hưởng chính trị: bất bình đẳng trong ảnh hưởng chính trị có thể được nhìn nhận như là có được từ những ưu thế vật chất hoặc địa vị cao. Thực tế, bản thân chức vụ chính trị có thể tạo ra cơ sở để đạt được địa vị và những cơ hội trong cuộc sống. Có thể gọi đó là những bất bình đẳng dựa trên cơ sở chính trị.

Qua phần trên, có thể nhận thấy rằng cấu trúc bất bình đẳng xã hội có thể dựa trên một trong ba loại ưu thế; và chính vì vậy, gốc rễ của sự bất bình đẳng xã hội có thể nằm trong:
- Mối quan hệ kinh tế;
- Địa vị xã hội;
- hay Mối quan hệ thống trị về chính trị.

## Các quan điểm về bất bình đẳng xã hội

### Quan điểm dựa vào yếu tố sinh học của cá nhân
- Bất bình đẳng xã hội là hiện tượng xã hội không thể nào tránh khỏi - đây là vấn đề có nhiều quan điểm khác nhau. Có quan điểm cho rằng, bất bình đẳng luôn hiện diện bởi sự khác biệt nhân cách giữa những cá nhân. Nếu có một xã hội mở và nếu con người khác nhau về tài năng và nhu cầu thì điều đó sẽ hàm ý rằng bất bình đẳng là không thể tránh được. Đó là một thực tế của xã hội.

| “                        | Một số bất bình đẳng đến như là kết quả không thể né tránh về bất bình đẳng sinh học của kỹ năng, thể chất, khả năng tinh thần và những khía cạnh của nhân cách. | ” |
| — Cauthen, 1987. Trang 8 | |   |

- Nhà triết học Hy Lạp cổ đại Aritstốt (384–322 TCN) cho rằng có những khác biệt tự nhiên giữa các cá nhân; thực tế, vẫn còn tồn tại những khác biệt trong kiểu phân chia giới như là kết quả không thể tránh được của bất bình đẳng.

| “            | Đàn ông bản chất là thống trị, đàn bà là bị trị, và đó là một luật lệ. | ” |
| — Aristotle, |                                                                        |   |

| “                           | Sự thống trị và sự thành đạt cao của nam giới là khả năng không thể đảo ngược, bởi có những khác biệt về sinh học giữa nam và nữ. | ” |
| — Goldberg, 1973. Trang 133 | |   |

### Quan điểm dựa vào yếu tố kinh tế
- Một số nhà xã hội học khác đã cho rằng bất bình đẳng là không thể tránh khỏi; nhưng họ lý luận nguyên nhân của nó là do xã hội có những nhiệm vụ này cần thiết hơn những nhiệm vụ khác. Khả năng thực hiện những nhiệm vụ này khác nhau. Họ lập luận rằng bất bình đẳng xã hội về lợi ích giữa các cá nhân là cần thiết để thúc đẩy người tài nhất thực hiện những nhiệm vụ khó khăn nhất. Do vậy trong những điều kiện đó, không thể thủ tiêu bất bình đẳng, vì bình đẳng có nguy hiểm cho xã hội.
- Có quan điểm cho rằng bất bình đẳng chủ yếu là do cấu trúc của hệ thống xã hội gây ra chứ không phải do sự khác biệt về tài năng, đặc điểm và nhu cầu cá nhân.

| “           | Nguồn gốc của bất bình đẳng liên quan tới sở hữu tư nhân về của cải. Những đặc điểm về kinh tế, chính trị và thị trường lao động tạo ra những khác biệt trong thu nhập và của cải. Thực chất, sự khác biệt về vị trí của các cá nhân trong cơ cấu xã hội gây ra bất bình đẳng kinh tế. | ” |
| — Rousseau, | |   |

### Quan điểmChủ nghĩa Marx
Học thuyết của Marx chủ yếu dựa trên sự nghiên cứu các học thuyết kinh tế và coi đó là nền tảng của cơ cấu giai cấp. Theo Marx, mối quan hệ giai cấp là chìa khóa của mọi vấn đề trong đời sống xã hội. Những lợi ích kinh tế, chính trị, ý kiến xã hội đều bắt nguồn từ kết cấu giai cấp.

### Quan điểmMax Weber
Khác với Marx, nhà xã hội học Max Weber (1864-1920) không coi mọi cấu trúc xã hội, đều bất bình đẳng như trong một xã hội có giai cấp. Đẳng cấp phụ thuộc vào những khác nhau đặc biệt về địa vị trên nền tảng nghi thức tôn giáo. Werber nhấn mạnh rằng quyền lực kinh tế có thể là kết quả nắm giữ quyền lực dựa vào các nền tảng khác. Địa vị xã hội và uy tín xã hội có thể xuất phát từ quyền lực kinh tế, song đó không phải là tất yếu duy nhất; Ví dụ, trường hợp giàu có nhưng không có học vấn hay giáo dục để nắm địa vị cao trong xã hội; ngược lại, địa vị có thể tạo nên cơ sở của quyền lực chính trị. Weber cho rằng đây là một vấn đề phân tích về mặt lịch sử và xã hội để phát hiện ra cơ sở thực sự của bất bình đẳng xã hội.
Quan điểm của Weber nhấn mạnh tầm quan trọng của thị trường chứ không phải là tái sản xuất, như là cơ sở kinh tế của giai cấp. Theo Weber, nguyên nhân đầu tiên của bất bình đẳng trong xã hội tư bản là khác biệt về khả năng thị trường. Điều đó có nghĩa là khả năng chiếm lĩnh thị trường của các cá nhân phụ thuộc vào sự hiểu biết, bản lĩnh và kỹ năng nghề nghiệp.